# ГЕС Бран-Віриньєн
ГЕС Бран-Віриньєн (фр. barrages de Lavours& Savières) та (фр. centrale de Brens-Virignin) — гідроелектростанція на південному сході Франції. Входить до складу каскаду на річці Рона, знаходячись між ГЕС Шотань (вище по течії) та ГЕС Бреньє-Кордон.
Під час спорудження станції, яке завершилось у 1982 році, ліву протоку Рони перекрили греблею Lavours, що складається з чотирьох водопропускних шлюзів. Вона спрямовує основну частину води до правої протоки (каналу), на якій споруджена руслова будівля машинного залу (з лівого боку від останньої також наявний резервний канал для перепуску води). Довжина підвідної частини каналу складає близько 13 км, після чого до злиття з лівою протокою йде відвідна частина протяжністю 1,5 км.
Машинний зал обладнано двома бульбовими турбінами загальною потужністю 90 МВт, які при напорі у 18 метрів забезпечують виробництво 449 млн кВт·год електроенергії на рік.
Управління станцією здійснюється з диспетчерського центру для верхньої Рони, розташованого на ГЕС Женісья.